# Alegeri prezidențiale în Brazilia, 1989
Alegerile prezidențiale din 1989 din Brazilia au fost primele alegeri directe după anul 1960. 

## Context istoric
Pe 15 ianuarie 1985, Tancredo Neves a câștigat alegerile prezidențiale în fața colegiului electoral reprezentat de senatori și deputați, punând capăt dictaturi militare vechi de 21 de ani. Apoi, Neves a murit, iar cel ce i-a luat locul a fost José Sarney, ales ca vice-președinte.
Sarney era privit cu suspiciune de către populație , o dată ce fusese membru al regimului. Erau câteva dubii cu privire la numirea lui Sarney, deoarece președintele ales, Neves, a murit înainte de a-și ocupa funcția.
Sprijinul generalului Leônidas Pires Gonçalves, numit de către Neves ca ministru al armatei, a fost decisiv pentru ca Sarney să ocupe funcția de președinte,ceea ce a creat și mai multă suspiciune.
Chiar și așa, după cum promisese Neves ,guvernul lui Sarney era acum responsabil pentru redemocratizarea graduală a țării.În 1986 acesta a propus un scrutin de alegeri pentru formarea Adunării Naționale, ce a promulgat o nouă constituție pe 5 noiembrie 1988.Noul document determina realizarea alegerilor directe pentru președinte ,guvernatori și deputați în următorul an.De asemenea în timpul mandatului său ca președinte,Sarney a legalizat partide clandestine precum: Partidul 
Comunist Brazilian și Partidul Socialist Brazilian.De asemenea Sarney a fost unul din fondatorii tratatului Mercosul.În ciuda progresului considerabil către democrație,guvernul lui Sarney era cunoscut ca angajator al vechilor membrii din fostul regim ,unul dintre cele mai cunoscute cazuri fiind cel în  care acrtița și deputata Bete Mendes l-a denunțat pe unul dintre cei care au torturat-o, ce făcea parte din Departamentul de Operațiuni de Informare-Centru pentru Operațiuni ale Apărării Interne, colonelul Carlos Alberto Brilhante Ustra, care a devenit acum atașat militar la Ambasada Braziliană din Uruguay. 

## Alegerile
Alegerile din 1989 au fost primele alegeri după aproape 30 de ani, prin care cetățenii brazilieni își puteau vota președintele. Partidele politice erau relativ noi și de aceea nu aveau foarte mulți simpatizanți în rândul populației. 
Au fost depuse 22 de candidaturi prezidențiale,ceea ce constituie un record al alegerilor având cei mai mulți candidați. Deoarece nici un candidat nu a reușit să obțină majoritatea voturilor (excluzând pe cele invalide),alegerile au avut loc în două runde după cum determina noua lege electorală.Prima rundă a avut loc pe 15 noiembrie 1989, pe aceeași dată când Republica Braziliană își celebra cea de-a 100 aniversare, iar cea de-a doua rundă a avut loc pe 17 decembrie același an. Fernando Collor de Mello din fostul partid,Partidul Reconstrucției Naționale și Luiz Inácio Lula da Silva din Partidul Muncitorilor au fost cei care au ajuns în a doua rundă.
Nivelul entuziasmului lui  Lula da Silva era foarte mare, având colaborarea unor artiști pentru videoclipul muzical al faimosului cântec"Lula Lá",difuzat în timpul campaniei electorale televizate și care a devenit un cântec clasic al politicii braziliene.Alți artiști precum actrița  Marília Pêra,au preferat sa-l sprijine și sa-i susțină discursul său temător ,afirmând că le este frică de ceea ce s-ar putea întâmpla cu Brazilia dacă Lula ar fi victorios. Acești artiști au fost 
mai târziu dur criticați în timpul punerii sub acuzare a lui Collor de Mallo.

## Acuzații de acoperire părtinitoare
În timpul celei de-a doua runde electorale, Rede Globo a difuzat o dezbatere între candidați. În ziua următoare în timpul jurnalului național, Globo a difuzat o versiune editată a dezbaterii în care se părea că, Collor de Mallo avea cele mai bune intervenții iar Lula pe cele mai proaste. Aceasta a fost văzută ca pe o acoperire părtinitoare a televiziunii lui Globo în favoare lui Collor ,prieten bun cu deținătorul televiziunii, Roberto Marinho.Acest eveniment este arătat în documentarul Beyond Citizen Kane, de pe Channel 4.
Mulți au atribuit la victoria lui Collor , însă sunt și altele ce au influiențat electoratul cum ar fi articolul din Jornal do Brasil, ce-l acuza pe Lula ca având o fiică din flori.Mai târziu,câțiva dintre apropiații lui Collor au contactat-o pe fosta prietenă a lui Lula, și mama copilului din flori a acestuia,pentru ca aceasta să declare precum că Lula i-a cerut să facă un avort și că era rasist. Alții,totuși l-au apărat pe Lula spunând că este neexperimentat și naiv în politică.

## Rezultatul

### Prima rundă
Candidați  	                                 Voturi  	  %

Fernando Collor de Mello (PRN, PSC, PTR, PST) 	22.611.011 	28,52

Luiz Inácio Lula da Silva (PT, PSB, PC do B) 	11.622.673 	16,08

Leonel Brizola (PDT) 	                        11.168.228 	15,45

Mário Covas (PSDB) 	                         7.790.392 	10,78

Paulo Salim Maluf (PDS) 	                 5.986.575 	 8,28

Guilherme Afif Domingos (PL, PDC) 	         3.272.462 	 4,53

Ulysses Guimarães (PMDB) 	                 3.204.932 	 4,43

Roberto Freire (PCB) 	                           769.123 	 1,06

Aureliano Chaves (PFL) 	                           600.838 	 0,83

Ronaldo Caiado (PSD, PDN) 	                   488.846 	 0,68

Affonso Camargo Neto (PTB) 	                   379.286 	 0,52

Enéas Ferreira Carneiro (PRONA) 	           360.561 	 0,50

José Alcides Marronzinho de Oliveira (PSP) 	   238.425 	 0,33

Paulo Gontijo (PP) 	                           198.719 	 0,27

Zamir José Teixeira (PCN) 	                   187.155 	 0,26

Lívia Maria de Abreu (PN) 	                   179.922 	 0,25

Eudes Oliveira Mattar (PLP) 	                   162.350 	 0,22

Fernando Gabeira (PV) 	                           125.842 	 0,17

Celso Brant (PMN) 	                           109.909 	 0,15

Antônio dos Santos Pedreira (PPB) 	            86.114 	 0,12

Manoel de Oliveira Horta (PDC do B) 	            83.286 	 0,12

Armando Corrêa da Silva (PMB) 	                     4.363 	 0,01

Silvio Santos (PMB) 	                                 0† 	 0,00†

Blank 	                                         1.176.413 	 1,6

Void 	                                         3.473.484 	 4,4

Total 	                                        74.280.909ª 	100

Note:
- † : Candidatura contestată de justiția electorală.
- ª : Oameni capabili să voteze = 82.074.718 (Abțineri = 7.793.809) [1].

### Runda a doua
Candidați	                                   Voturi 	 %

Fernando Collor de Mello (PRN, PSC, PTR, PST) 	35.089.998 	49,94

Luiz Inácio Lula da Silva (PT, PSB, PC do B) 	31.076.364 	44,23

Blank 	                                           986.446 	 1,40

Void 	                                         3.107.893 	 4,42

Total 	                                        70.260.701ª 	  100

- ª: Abțineri = 11.814.017.